# КС-23
КС-23 (Карабін Спеціальний) — радянська помпова рушниця з нарізним стволом калібру 23 мм. Через те, що рушниця має нарізний ствол вона офіційно позначається російською армією як карабін. Зброя також відома як рушниця з найбільшим калібром, що знаходиться у використанні в наш час.

## Історія
КС-23 був розроблений в 1970-х роках для придушення тюремних бунтів. Його розробив ЦНДІ «Точмаш» для Міністерства внутрішніх справ. Стволи для КС-23 виготовлялися з 23-мм стволів авіаційних гармат, які були забраковані через дефекти виробництва. Ці забраковані стволи вважалися прийнятними для меншої напруги при стрільбі набоями меншої сили, тому їх було вкорочено і перероблено в стволи для рушниць. КС-23 поступив на озброєння кількох підрозділів МВС в середині 1980-х років. Протягом 1990-х років було проведено дослідження щодо вдосконалення оригінальної конструкції, щоб зробити рушницю придатною до використання в закритих приміщеннях. Було запропоновано два прототипи, КС-23М і КС-23К, хоча використовувалася лише версія М.

## Боєприпаси
КС-23 був створений з можливістю стріляти різними типами боєприпасів:
- «Шрапнель-10» — патрон із зарядом картечі. Дальність застосування до 10 метрів.
- «Шрапнель-25» — патрон із зарядом картечі. Дальність застосування до 25 метрів.
- «Барикада» —  патрон з гострою сталевою кулею. Застосовується для примусової зупинки транспорту шляхом його пошкодження. Дальність до 100 метрів.
- «Хвиля» — патрон з інертним контейнером (призначений для навчально-тренувальної стрільби).
- «Хвиля-Р» — патрон з круглою гумовою кулею «Привіт» травматичної дії. Дальність до 70 метрів.
- «Стріла-3» — патрон з пластиковою кулею травматичної дії.
- «Черемха-7М» — патрон з контейнером, що містить дратівний іритант CN (хлорацетофенон). Через 1 секунду після потрапляння контейнера у перешкоду утворюється хмара в 50 м³ з нестерпною концентрацією речовини. Дальність до 150 метрів.
- «Бузок-7» — патрон з контейнером, що містить ірритант CS. Через 1 секунду після потрапляння контейнера у перешкоду утворюється хмара в 50 м³ з нестерпною концентрацією CS. Дальність до 100 метрів.
- «Зірка» — світло-шумовий патрон. Призначений для психологічної дії на ціль.
- Холостий патрон ПВ-23 (застосовується для відстрілу газових гранат).

На дульну частину ствола КС-23 передбачена можливість встановлення кількох варіантів ствольних насадок:
- «Насадка-6» (калібр 36 мм) — для відстрілу газових гранат «Черемха-6» на дальність до 200 метрів (маса ірританта — 70 грам; об'єм газової хмари — 60 м³);
- «Насадка-12» (калібр 82 мм) — для відстрілу газових гранат «Черемха-12» на дальність до 120 метрів (об'єм газової хмари — 100 м³);
- ОЦ-06 «Кішка» для відстрілу мотузки з гаком-кішкою на дальність 35 метрів і висоту 20 метрів (7-поверховий будинок).

## Варіанти

### КС-23
Оригінальний варіант КС-23 був розроблений спільно НДІСпецтехніки (МВС) і ЦНДІТочмаш в 1971 році, він був прийнятий на озброєння радянської міліції в 1985 році. Варіант має довжину ствола 510 мм і загальну довжину 1040 мм. КС-23 має підствольний трубчастий магазин, місткість три патрони, ще один може знаходитися в патроннику, що дає рушниці максимальну місткість у вигляді чотирьох патронів. Ефективна дальність стрільби — 150 м.

### КС-23К
Модернізований варіант КС-23 у компонуванні булпап з від'ємним коробчатим магазином, розроблений у 1998 році для озброєння МВС та внутрішніх військ.

### КС-23-1
Варіант КС-23 із вкороченим стволом.

### КС-23М «Дрозд»
Розробка КС-23М була розпочата в жовтні 1990 року. 25 карабінів були представлені на випробуваннях 10 грудня 1991 року. Після цього переможцем, який тоді отримав позначення С-3, став КС-23М «Дрозд» і був прийнятий на озброєння міліції та внутрішніх військ Росії. КС-23М має знімний металічний приклад і вкорочений ствол, на відміну від дерев'яного приклада стандартних КС-23. Його загальна довжина з прикладом становить 875 мм, без 650 мм, довжина ствола — 410 мм. Ефективна дальність стрільби — 150 м.

### ТОЗ-132 «Селезень»
Розроблена в 1995—1997 роках гладкоствольна мисливська рушниця на базі КС-23.

## Країни-експлуатанти
- Вірменія[5]
- Казахстан[6]
- Північна Корея[7]
- Росія[8]
- СРСР
- Узбекистан[9]
- Україна[10]